# Ослик (мультфильм)
«Ослик» (англ. The Small One) — американский рождественский рисованный мультфильм 1978 года, снятый режиссёром Доном Блутом на студии Walt Disney Productions. Мировая премьера состоялась в США 16 декабря 1978 года, вместе с повторным показом «Пиноккио». Мультфильм основан на одноимённой книге Чарльза Тэйзвелла, написанной в  1947 году.

## Сюжет
Мультфильм повествует о маленьком мальчике и о его дружбе с осликом по кличке Малыш. Малыш уже старый, и не может помогать в хозяйстве, поэтому отец говорит мальчику, что осла нужна продать. Мальчик с грустью соглашается, но обещает найти Малышу хорошего хозяина. Все потешаются над осликом, говоря что он слаб и тощ, и никто не хочет его покупать. Но тут к мальчику приходит человек, который говорит, что ему нужен осёл, чтобы довезти его с женой в Вифлеем. Мальчик соглашается и прощается с другом, наблюдая, как человек уезжает на осле, а на небе загорается яркая звезда…

## Роли озвучивали
- Шон Маршалл — мальчик
- Олан Соул — отец мальчика
- Уильям Вудсон — кожевник
- Хэл Смит — аукционист
- Джо Хиггинс — стражник
- Гордон Джамп — Иосиф Обручник
- Турл Равенскрофт (не указан в титрах) — горшечник
- Кен Сэнсом (не указан в титрах) — пекарь